# مركز المسبار
مركز المسبار للدراسات والبحوث أو مركز المسبار أو المسبار هو مركز مستقل متخصص في دراسة الحركات الإسلامية والظاهرة الثقافية عموماً، ببعديها الفكري والاجتماعي السياسي. يبدي المركز اهتماماً خاصاً بالحركات الإسلامية المعاصرة، فكراً وممارسة، رموزاً وأفكاراً، كما يهتم بدراسة الحركات ذات الطابع التاريخي متى ظل تأثيرها حاضراً في الواقع المعيش. يعمل في مركز المسبار مجموعة مختارة من الباحثين المتخصصين في الحركات الإسلامية المعاصرة والتاريخية والظواهر الثقافية والاستراتيجية، ويتعاون المركز في هذا الاتجاه مع المراكز والمؤسسات المختلفة التي تجتمع أهدافها مع أهدافه ورسالتها مع رسالته.

## أهداف المركز
يسعى المركز إلى عدد من الأهداف الرئيسية في مجال عمله، يأتي في مقدمتها: نشر الكره للحركات الإسلامية، رموزها وأفكارها وعلاقاتها، من خلال بحوث علمية متخصصة وذلك من خلال إصداره الدوري لكتاب المسبار الشهري وسائر إصداراته ونشاطاته، وتدعي ان تطوير الوعي العام وتنميته، كشرط للتنمية الشاملة، التي يؤكد المركز في رسالته وتصوره أنها تبدأ من الإنسان كما تنتهي إليه، إحياء التراث التجديدي والتنويري العربي ورفض الجمود الحرفي، والتعصب والتعاطي مع خطاب الهوية بمنطق إبداعي وإنساني فعال، بعيداً عن دعوات الكراهية والانعزال على حد تعبيره المركز.
إقامة الندوات والنشاطات التفاعلية والدورات التدريبية المتخصصة في مختلف أبعاد المسألة الثقافية والدينية والتنموية في المنطقة وخارجها، كذلك من أهدافه التمكين للثقافة المدنية والتجديدية لدى النخب والجماهير، بالتعاون مع دوائر صنع القرار والمؤسسات المعنية، الدورس المتخصص لمختلف مكونات المناخ العام الاقتصادية والثقافية والفكرية، بهدف اكتشاف آليات تطويره وتنميته على مختلف المستويات، وطرح وتقديم الدراسات الإستراتيجية التي تمكن الجميع من صنع مستقبل مختلف.

## أنشطة المركز
الندوات
سعى مركز المسبار إلى إقامة العديد من الندوات والمؤتمرات المتخصصة ضمن أهداف المركز وأولوياته، ويقدم هذه الندوات والمؤتمرات ضمن خطة مرسومة لديه لتغطية كافة مجالات اهتمامه ولاستنهاض الوعي بالموضوعات التي تطرقها الندوات والمؤتمرات ونشره بين الكافة.
برامج إعلامية
اتجه المركز وشرع في إنفاذ عدد من المشاريع الإعلامية المختلفة بقصد التنوير لمختلف القواعد الاجتماعية التي تدخل في دائرة اهتماماتهK ومن أنشطة الإنتاج الإعلامي التي شرع المركز في صوغها وإصدارها البرنامج الوثائقي صناعة الموت الذي تبثه قناة العربية.

## إصدارات المركز

### إصدارات عام 2007
| عنوان الكتاب                       | محتوى الكتاب | تاريخ الإصدار | غلاف الكتاب |
| ---------------------------------- | ------------ | ------------- | ----------- |
| السرورية                           | مثال         | يناير         | مثال        |
| الأحباش                            | مثال         | فبراير        | مثال        |
| الإسلام اللاعنفي                   | مثال         | مارس          | مثال        |
| الطائفية                           | مثال         | إبريل         | مثال        |
| السلفية الجهادية                   | مثال         | مايو          | مثال        |
| جبهة الإنقاذ الجزائرية             | مثال         | يونيو         | مثال        |
| الإسلام الحضاري، التجربة الماليزية | مثال         | يوليو         | مثال        |
| حلم الخلافة، حزب التحرير           | مثال         | اغسطس         | مثال        |
| شيعة العراق                        | مثال         | سبتمبر        | مثال        |
| القاعدة في جزيرة العرب             | مثال         | أكتوبر        | مثال        |
| الحركة الإسلامية في المغرب         | مثال         | نوفمبر        | مثال        |
| الإخوان المسلمون، التأسيس          | مثال         | ديسمبر        | مثال        |

### إصدارات عام 2008
| عنوان الكتاب                | محتوى الكتاب | تاريخ الإصدار | غلاف الكتاب |
| --------------------------- | ------------ | ------------- | ----------- |
| الإخوان المسلمون            | مثال         | يناير         | مثال        |
| السلفية الألبانية           | مثال         | فبراير        | مثال        |
| حزب الله                    | مثال         | مارس          | مثال        |
| الإسلام الأوروبي            | مثال         | إبريل         | مثال        |
| دعاة الجدد                  | مثال         | مايو          | مثال        |
| الحركة الإسلامية في كردستان | مثال         | يونيو         | مثال        |
| الحركة الإسلامية في اليمن   | مثال         | يوليو         | مثال        |
| حركة حماس                   | مثال         | اغسطس         | مثال        |
| الجماعة الإسلامية في مصر    | مثال         | سبتمبر        | مثال        |
| الإسلام السني في لبنان      | مثال         | أكتوبر        | مثال        |
| الصفوية                     | مثال         | نوفمبر        | مثال        |
| القاعدة، التشكل             | مثال         | ديسمبر        | مثال        |

### إصدارات عام 2009
| عنوان الكتاب                     | محتوى الكتاب | تاريخ الإصدار | غلاف الكتاب |
| -------------------------------- | ------------ | ------------- | ----------- |
| جماعة الجهاد في مصر              | مثال         | يناير         | مثال        |
| القاعدة التمدد                   | مثال         | فبراير        | مثال        |
| حركة الجهاد في فلسطين            | مثال         | مارس          | مثال        |
| الإسلامية التونسية               | مثال         | إبريل         | مثال        |
| الإسلامية الأردنية               | مثال         | مايو          | مثال        |
| المؤسسات الدينية                 | مثال         | يونيو         | مثال        |
| شيعة اليمن                       | مثال         | يوليو         | مثال        |
| الإخوان المسلمون في سوريا        | مثال         | اغسطس         | مثال        |
| الحركة الإسلامية في إسرائيل      | مثال         | سبتمبر        | مثال        |
| الإسلامية التركية                | مثال         | أكتوبر        | مثال        |
| جماعة التبليغ                    | مثال         | نوفمبر        | مثال        |
| مراجعات الإسلاميين (الجزء الأول) | مثال         | ديسمبر        | مثال        |

### إصدارات عام 2010
| عنوان الكتاب                                    | محتوى الكتاب | تاريخ الإصدار | غلاف الكتاب |
| ----------------------------------------------- | ------------ | ------------- | ----------- |
| مراجعات الإسلاميين (الجزء الثاني)               | مثال         | يناير         | مثال        |
| السلفية الجامية                                 | مثال         | فبراير        | مثال        |
| التعليم الديني (التوصيف)                        | مثال         | مارس          | مثال        |
| التعليم الديني (التحليل)                        | مثال         | إبريل         | مثال        |
| الإخوان المسلمون في العراق                      | مثال         | مايو          | مثال        |
| الإسلاميون في الصومال                           | مثال         | يونيو         | مثال        |
| الإخوان المسملون والسلفيون في الخليج            | مثال         | يوليو         | مثال        |
| القاعدة في اليمن                                | مثال         | اغسطس         | مثال        |
| الإسلاميون في الخليج (القضايا)                  | مثال         | سبتمبر        | مثال        |
| أهل السنة في إيران                              | مثال         | أكتوبر        | مثال        |
| النسوية الإسلامية (الجهاد من أجل العدالة)       | مثال         | نوفمبر        | مثال        |
| الإسلاميون في السودان (من التأسيس إلى الإنفصال) | مثال         | ديسمبر        | مثال        |

## المصدر
1. ↑  من نحن من الموقع الرسمي. نسخة محفوظة 06 أكتوبر 2013 على موقع واي باك مشين. [وصلة مكسورة]